# Lijst van olympische medaillewinnaars biatlon
Biatlon is een van de sporten die op de Olympische Winterspelen worden beoefend. Deze pagina geeft de lijst van olympische medaillewinnaars in deze sport.

## Mannen

### Sprint (10 km)
| Editie | Goud | Goud                 | Zilver | Zilver                 | Brons | Brons            |
| ------ | ---- | -------------------- | ------ | ---------------------- | ----- | ---------------- |
| 1980   | GDR  | Frank Ullrich        | URS    | Vladimir Alikin        | URS   | Anatoli Aljabjev |
| 1984   | NOR  | Eirik Kvalfoss       | FRG    | Peter Angerer          | GDR   | Matthias Jacob   |
| 1988   | GDR  | Frank-Peter Roetsch  | URS    | Valeri Medvedtsev      | URS   | Sergej Tsjepikov |
| 1992   | GER  | Mark Kirchner        | GER    | Ricco Groß             | FIN   | Harri Eloranta   |
| 1994   | RUS  | Sergej Tsjepikov     | GER    | Ricco Groß             | RUS   | Sergej Tarasov   |
| 1998   | NOR  | Ole Einar Bjørndalen | NOR    | Frode Andresen         | FIN   | Ville Räikkönen  |
| 2002   | NOR  | Ole Einar Bjørndalen | GER    | Sven Fischer           | AUT   | Wolfgang Perner  |
| 2006   | GER  | Sven Fischer         | NOR    | Halvard Hanevold       | NOR   | Frode Andresen   |
| 2010   | FRA  | Vincent Jay          | NOR    | Emil Hegle Svendsen    | CRO   | Jakov Fak        |
| 2014   | NOR  | Ole Einar Bjørndalen | AUT    | Dominik Landertinger   | CZE   | Jaroslav Soukup  |
| 2018   | GER  | Arnd Peiffer         | CZE    | Michal Krčmář          | ITA   | Dominik Windisch |
| 2022   | NOR  | Johannes Thingnes Bø | FRA    | Quentin Fillon Maillet | NOR   | Tarjei Bø        |

| Land   | Goud | Zilver | Brons | Tot. |
| ------ | ---- | ------ | ----- | ---- |
| NOR    | 5    | 3      | 2     | 10   |
| GER    | 3    | 3      | 0     | 6    |
| GDR    | 2    | 0      | 1     | 3    |
| FRA    | 1    | 1      | 0     | 2    |
| RUS    | 1    | 0      | 1     | 2    |
| URS    | 0    | 2      | 2     | 4    |
| AUT    | 0    | 1      | 1     | 2    |
| CZE    | 0    | 1      | 1     | 2    |
| FRG    | 0    | 1      | 0     | 1    |
| FIN    | 0    | 0      | 2     | 2    |
| ITA    | 0    | 0      | 1     | 1    |
| CRO    | 0    | 0      | 1     | 1    |
| Totaal | 11   | 11     | 11    | 33   |

Meervoudige medaillewinnaars
| Succesvolste                                                           | Meervoudige                           |
| ---------------------------------------------------------------------- | ------------------------------------- |
| 3-0-0 Ole Einar Bjørndalen 1-1-0 Sven Fischer 1-0-1 / Sergej Tsjepikov | 0-2-0 Ricco Groß 0-1-1 Frode Andresen |

### Achtervolging (12,5 km)
| Editie | Goud | Goud                   | Zilver | Zilver               | Brons | Brons                  |
| ------ | ---- | ---------------------- | ------ | -------------------- | ----- | ---------------------- |
| 2002   | NOR  | Ole Einar Bjørndalen   | FRA    | Raphaël Poirée       | GER   | Ricco Groß             |
| 2006   | FRA  | Vincent Defrasne       | NOR    | Ole Einar Bjørndalen | GER   | Sven Fischer           |
| 2010   | SWE  | Björn Ferry            | AUT    | Christoph Sumann     | FRA   | Vincent Jay            |
| 2014   | FRA  | Martin Fourcade        | CZE    | Ondrej Moravec       | FRA   | Jean-Guillaume Beatrix |
| 2018   | FRA  | Martin Fourcade        | SWE    | Sebastian Samuelsson | GER   | Benedikt Doll          |
| 2022   | FRA  | Quentin Fillon Maillet | NOR    | Tarjei Bø            | ROC   | Edoeard Latypov        |

| Land   | Goud | Zilver | Brons | Tot. |
| ------ | ---- | ------ | ----- | ---- |
| FRA    | 4    | 1      | 2     | 7    |
| NOR    | 1    | 2      | 0     | 3    |
| SWE    | 1    | 1      | 0     | 2    |
| AUT    | 0    | 1      | 0     | 1    |
| CZE    | 0    | 1      | 0     | 1    |
| GER    | 0    | 0      | 3     | 3    |
| ROC    | 0    | 0      | 1     | 1    |
| Totaal | 6    | 6      | 6     | 18   |

Meervoudige medaillewinnaars
| Succesvolste                                     | Meervoudige |
| ------------------------------------------------ | ----------- |
| 2-0-0 Martin Fourcade 1-1-0 Ole Einar Bjørndalen |             |

### Massastart (15 km)
| Editie | Goud | Goud                 | Zilver | Zilver            | Brons | Brons                      |
| ------ | ---- | -------------------- | ------ | ----------------- | ----- | -------------------------- |
| 2006   | GER  | Michael Greis        | POL    | Tomasz Sikora     | NOR   | Ole Einar Bjørndalen       |
| 2010   | RUS  | Jevgeni Oestjoegov   | FRA    | Martin Fourcade   | SVK   | Pavol Hurajt               |
| 2014   | NOR  | Emil Hegle Svendsen  | FRA    | Martin Fourcade   | CZE   | Ondřej Moravec             |
| 2018   | FRA  | Martin Fourcade      | GER    | Simon Schempp     | NOR   | Emil Hegle Svendsen        |
| 2022   | NOR  | Johannes Thingnes Bø | SWE    | Martin Ponsiluoma | NOR   | Vetle Sjåstad Christiansen |

| Land   | Goud | Zilver | Brons | Tot. |
| ------ | ---- | ------ | ----- | ---- |
| NOR    | 2    | 0      | 3     | 5    |
| FRA    | 1    | 2      | 0     | 3    |
| GER    | 1    | 1      | 0     | 2    |
| RUS    | 1    | 0      | 0     | 1    |
| POL    | 0    | 1      | 0     | 1    |
| SWE    | 0    | 1      | 0     | 1    |
| CZE    | 0    | 0      | 1     | 1    |
| SVK    | 0    | 0      | 1     | 1    |
| Totaal | 5    | 5      | 5     | 15   |

Meervoudige medaillewinnaars
| Succesvolste                                    | Meervoudige |
| ----------------------------------------------- | ----------- |
| 1-2-0 Martin Fourcade 1-0-1 Emil Hegle Svendsen |             |

### Individueel (20 km)
| Editie | Goud | Goud                   | Zilver | Zilver               | Brons | Brons                |
| ------ | ---- | ---------------------- | ------ | -------------------- | ----- | -------------------- |
| 1960   | SWE  | Klas Lestander         | FIN    | Antti Tyrväinen      | URS   | Aleksandr Privalov   |
| 1964   | URS  | Vladimir Melanin       | URS    | Aleksandr Privalov   | NOR   | Olav Jordet          |
| 1968   | NOR  | Magnar Solberg         | URS    | Aleksandr Tichonov   | URS   | Vladimir Goendartsev |
| 1972   | NOR  | Magnar Solberg         | GDR    | Hansjörg Knauthe     | SWE   | Lars-Göran Arwidson  |
| 1976   | URS  | Nikolaj Kroeglov sr.   | FIN    | Heikki Ikola         | URS   | Aleksandr Jelizarov  |
| 1980   | URS  | Anatoli Aljabjev       | GDR    | Frank Ullrich        | GDR   | Eberhard Rösch       |
| 1984   | FRG  | Peter Angerer          | GDR    | Frank-Peter Roetsch  | NOR   | Eirik Kvalfoss       |
| 1988   | GDR  | Frank-Peter Roetsch    | URS    | Valeri Medvedtsev    | ITA   | Johann Passler       |
| 1992   | EUN  | Jevgeni Redkin         | GER    | Mark Kirchner        | SWE   | Mikael Löfgren       |
| 1994   | RUS  | Sergej Tarasov         | GER    | Frank Luck           | GER   | Sven Fischer         |
| 1998   | NOR  | Halvard Hanevold       | ITA    | Pieralberto Carrara  | BLR   | Aleksej Ajdarov      |
| 2002   | NOR  | Ole Einar Bjørndalen   | GER    | Frank Luck           | RUS   | Viktor Majgoerov     |
| 2006   | GER  | Michael Greis          | NOR    | Ole Einar Bjørndalen | NOR   | Halvard Hanevold     |
| 2010   | NOR  | Emil Hegle Svendsen    | NOR    | Ole Einar Bjørndalen |       |                      |
| 2010   | NOR  | Emil Hegle Svendsen    | BLR    | Sergej Novikov       |       |                      |
| 2014   | FRA  | Martin Fourcade        | GER    | Erik Lesser          | RUS   | Jevgeni Garanitsjev  |
| 2018   | NOR  | Johannes Thingnes Bø   | SLO    | Jakov Fak            | AUT   | Dominik Landertinger |
| 2022   | FRA  | Quentin Fillon Maillet | BLR    | Anton Smolski        | NOR   | Johannes Thingnes Bø |

| Land   | Goud | Zilver | Brons | Tot. |
| ------ | ---- | ------ | ----- | ---- |
| NOR    | 6    | 2      | 4     | 12   |
| URS    | 3    | 3      | 3     | 9    |
| FRA    | 2    | 0      | 0     | 2    |
| GDR    | 1    | 3      | 1     | 5    |
| GER    | 1    | 3      | 1     | 5    |
| SWE    | 1    | 0      | 2     | 3    |
| RUS    | 1    | 0      | 1     | 2    |
| EUN    | 1    | 0      | 0     | 1    |
| FRG    | 1    | 0      | 0     | 1    |
| BLR    | 0    | 2      | 1     | 3    |
| FIN    | 0    | 2      | 0     | 2    |
| ITA    | 0    | 1      | 1     | 2    |
| SLO    | 0    | 1      | 0     | 1    |
| AUT    | 0    | 0      | 1     | 1    |
| Totaal | 17   | 17     | 17    | 51   |

Meervoudige medaillewinnaars
| Succesvolste | Meervoudige                               |
| --- | ----------------------------------------- |
| 2-0-0 Magnar Solberg 1-2-0 Ole Einar Bjørndalen 1-1-0 Frank-Peter Roetsch 1-0-1 Halvard Hanevold 1-0-1 Johannes Thingnes Bø | 0-2-0 Frank Luck 0-1-1 Aleksandr Privalov |

### Estafette (4 x 7,5 km)
| Editie | Goud                                                                                    | Zilver                                                                               | Brons                                                                                     |
| ------ | --------------------------------------------------------------------------------------- | ------------------------------------------------------------------------------------ | ----------------------------------------------------------------------------------------- |
| 1968   | Sovjet-Unie Aleksandr Tichonov Nikolaj Poezanov Viktor Mamatov Vladimir Goendartsev     | Noorwegen Ola Wærhaug Olav Jordet Magnar Solberg Jon Istad                           | Zweden Lars-Göran Arwidson Tore Eriksson Olle Petrusson Holmfrid Olsson                   |
| 1972   | Sovjet-Unie Aleksandr Tichonov Rinnat Safin Ivan Bjakov Viktor Mamatov                  | Finland Esko Saira Juhani Suutarinen Heikki Ikola Mauri Röppänen                     | DDR Hansjörg Knauthe Joachim Meischner Dieter Speer Horst Koschka                         |
| 1976   | Sovjet-Unie Aleksandr Jelizarov Ivan Bjakov Nikolaj Kroeglov sr. Aleksandr Tichonov     | Finland Henrik Flöjt Esko Saira Juhani Suutarinen Heikki Ikola                       | DDR Karl-Heinz Menz Frank Ullrich Manfred Beer Manfred Geyer                              |
| 1980   | Sovjet-Unie Vladimir Alikin Aleksandr Tichonov Vladimir Barnasjov Anatoli Aljabjev      | DDR Mathias Jung Klaus Siebert Frank Ullrich Eberhard Rösch                          | Bondsrepubliek Duitsland Franz Bernreiter Hans Estner Peter Angerer Gerd Winkler          |
| 1984   | Sovjet-Unie Dmitri Vasiljev Joeri Kasjkarov Algimantas Šalna Sergej Boeligin            | Noorwegen Odd Lirhus Eirik Kvalfoss Rolf Storsveen Kjell Søbak                       | Bondsrepubliek Duitsland Ernst Reiter Walter Pichler Peter Angerer Fritz Fischer          |
| 1988   | Sovjet-Unie Dmitri Vasiljev Sergej Tsjepikov Aleksandr Popov Valeri Medvedtsev          | Bondsrepubliek Duitsland Ernst Reiter Stefan Höck Peter Angerer Fritz Fischer        | Italië Werner Kiem Gottlieb Taschler Johann Passler Andreas Zingerle                      |
| 1992   | Duitsland Ricco Groß Jens Steinigen Mark Kirchner Fritz Fischer                         | Gezamenlijk team Valeri Medvedtsev Aleksandr Popov Valeri Kirijenko Sergej Tsjepikov | Zweden Ulf Johansson Leif Andersson Tord Wiksten Mikael Löfgren                           |
| 1994   | Duitsland Ricco Groß Frank Luck Mark Kirchner Sven Fischer                              | Rusland Valeri Kirijenko Vladimir Dratsjev Sergej Tarasov Sergej Tsjepikov           | Frankrijk Thierry Dusserre Patrice Bailly-Salins Lionel Laurent Hervé Flandin             |
| 1998   | Duitsland Ricco Groß Peter Sendel Sven Fischer Frank Luck                               | Noorwegen Egil Gjelland Halvard Hanevold Dag Bjørndalen Ole Einar Bjørndalen         | Rusland Pavel Moeslimov Vladimir Dratsjev Sergej Tarasov Viktor Majgoerov                 |
| 2002   | Noorwegen Halvard Hanevold Frode Andresen Egil Gjelland Ole Einar Bjørndalen            | Duitsland Ricco Groß Peter Sendel Sven Fischer Frank Luck                            | Frankrijk Gilles Marguet Vincent Defrasne Julien Robert Raphaël Poirée                    |
| 2006   | Duitsland Ricco Groß Michael Rösch Sven Fischer Michael Greis                           | Rusland Ivan Tsjerezov Sergej Tsjepikov Pavel Rostovtsev Nikolaj Kroeglov jr.        | Frankrijk Julien Robert Vincent Defrasne Ferréol Cannard Raphaël Poirée                   |
| 2010   | Noorwegen Ole Einar Bjørndalen Tarjei Bø Halvard Hanevold Emil Hegle Svendsen           | Oostenrijk Simon Eder Dominik Landertinger Daniel Mesotitsch Christoph Sumann        | Rusland Jevgeni Oestjoegov Anton Sjipoelin Ivan Tsjerezov Maksim Tsjoedov                 |
| 2014   | Rusland Dmitri Malysjko Jevgeni Oestjoegov Anton Sjipoelin Aleksej Volkov               | Duitsland Daniel Böhm Erik Lesser Arnd Peiffer Simon Schempp                         | Oostenrijk Simon Eder Daniel Mesotitsch Dominik Landertinger Christoph Sumann             |
| 2018   | Zweden Peppe Femling Jesper Nelin Sebastian Samuelsson Fredrik Lindström                | Noorwegen Lars Helge Birkeland Tarjei Bø Johannes Thingnes Bø Emil Hegle Svendsen    | Duitsland Erik Lesser Benedikt Doll Arnd Peiffer Simon Schempp                            |
| 2022   | Noorwegen Sturla Holm Lægreid Tarjei Bø Johannes Thingnes Bø Vetle Sjåstad Christiansen | Frankrijk Fabien Claude Émilien Jacquelin Simon Desthieux Quentin Fillon Maillet     | Russische ploeg Said Karimoella Chalili Aleksandr Loginov Maksim Tsvetkov Edoeard Latypov |

| Land   | Goud | Zilver | Brons | Tot. |
| ------ | ---- | ------ | ----- | ---- |
| URS    | 6    | 0      | 0     | 6    |
| GER    | 4    | 2      | 1     | 7    |
| NOR    | 3    | 4      | 0     | 7    |
| RUS    | 1    | 2      | 2     | 5    |
| SWE    | 1    | 0      | 2     | 3    |
| FIN    | 0    | 2      | 0     | 2    |
| FRA    | 0    | 1      | 3     | 4    |
| GDR    | 0    | 1      | 2     | 3    |
| FRG    | 0    | 1      | 2     | 3    |
| AUT    | 0    | 1      | 1     | 2    |
| EUN    | 0    | 1      | 0     | 1    |
| ITA    | 0    | 0      | 1     | 1    |
| ROC    | 0    | 0      | 1     | 1    |
| Totaal | 15   | 15     | 15    | 45   |

Meervoudige medaillewinnaars
| Succesvolste | Meervoudige |
| --- | --- |
| 4-1-0 Ricco Groß 4-0-0 Aleksandr Tichonov 3-1-0 Sven Fischer 2-1-0 Frank Luck 2-1-0 Ole Einar Bjørndalen 2-1-0 Halvard Hanevold 2-1-0 Tarjei Bø 2-0-0 Viktor Mamatov 2-0-0 Ivan Bjakov 2-0-0 Dmitri Vasiljev 2-0-0 Mark Kirchner 1-2-0 / Sergej Tsjepikov 1-1-1 / Fritz Fischer 1-1-0 Valeri Medvedtsev 1-1-0 Aleksandr Popov 1-1-0 Peter Sendel 1-1-0 Egil Gjelland 1-1-0 Emil Hegle Svendsen 1-1-0 Johannes Thingnes Bø | 0-2-0 Heikki Ikola 0-2-0 Esko Saira 0-2-0 Juhani Suutarinen 0-2-0 Valeri Kirijenko 0-1-2 Peter Angerer 0-1-1 Frank Ullrich 0-1-1 Ernst Reiter 0-1-1 Ivan Tsjerezov 0-1-1 Simon Eder 0-1-1 Dominik Landertinger 0-1-1 Daniel Mesotitsch 0-1-1 Christoph Sumann 0-1-1 Erik Lesser 0-1-1 Arnd Peiffer 0-1-1 Simon Schempp 0-0-2 Vincent Defrasne 0-0-2 Raphaël Poirée 0-0-2 Julien Robert |

## Vrouwen

### Sprint (7,5 km)
| Editie | Goud | Goud                    | Zilver | Zilver              | Brons | Brons              |
| ------ | ---- | ----------------------- | ------ | ------------------- | ----- | ------------------ |
| 1992   | EUN  | Anfisa Reztsova         | GER    | Antje Misersky      | EUN   | Jelena Belova      |
| 1994   | CAN  | Myriam Bédard           | BLR    | Svetlana Paramygina | UKR   | Valentyna Tserbe   |
| 1998   | RUS  | Galina Koekleva         | GER    | Uschi Disl          | GER   | Katrin Apel        |
| 2002   | GER  | Kati Wilhelm            | GER    | Uschi Disl          | SWE   | Magdalena Forsberg |
| 2006   | FRA  | Florence Baverel-Robert | SWE    | Anna Carin Olofsson | UKR   | Lilija Jefremova   |
| 2010   | SVK  | Anastasiya Kuzmina      | GER    | Magdalena Neuner    | FRA   | Marie Dorin        |
| 2014   | SVK  | Anastasiya Kuzmina      | RUS    | Olga Viloechina     | UKR   | Vita Semerenko     |
| 2018   | GER  | Laura Dahlmeier         | NOR    | Marte Olsbu         | CZE   | Veronika Vítková   |
| 2022   | NOR  | Marte Olsbu Røiseland   | SWE    | Elvira Öberg        | ITA   | Dorothea Wierer    |

| Land   | Goud | Zilver | Brons | Tot. |
| ------ | ---- | ------ | ----- | ---- |
| GER    | 2    | 4      | 1     | 7    |
| SVK    | 2    | 0      | 0     | 2    |
| NOR    | 1    | 1      | 0     | 2    |
| RUS    | 1    | 1      | 0     | 2    |
| EUN    | 1    | 0      | 1     | 2    |
| FRA    | 1    | 0      | 1     | 2    |
| CAN    | 1    | 0      | 0     | 1    |
| SWE    | 0    | 2      | 1     | 3    |
| BLR    | 0    | 1      | 0     | 1    |
| UKR    | 0    | 0      | 3     | 3    |
| CZE    | 0    | 0      | 1     | 1    |
| ITA    | 0    | 0      | 1     | 1    |
| Totaal | 9    | 9      | 9     | 27   |

Meervoudige medaillewinnaars
| Succesvolste                                         | Meervoudige      |
| ---------------------------------------------------- | ---------------- |
| 2-0-0 Anastasiya Kuzmina 1-1-0 Marte Olsbu Røiseland | 0-2-0 Uschi Disl |

### Achtervolging (10 km)
| Editie | Goud | Goud                  | Zilver | Zilver             | Brons | Brons              |
| ------ | ---- | --------------------- | ------ | ------------------ | ----- | ------------------ |
| 2002   | RUS  | Olga Pyljova          | GER    | Kati Wilhelm       | BUL   | Irina Nikoeltsjina |
| 2006   | GER  | Kati Wilhelm          | GER    | Martina Glagow     | RUS   | Albina Achatova    |
| 2010   | GER  | Magdalena Neuner      | SVK    | Anastasiya Kuzmina | FRA   | Marie-Laure Brunet |
| 2014   | BLR  | Darja Domratsjeva     | NOR    | Tora Berger        | SLO   | Teja Gregorin      |
| 2018   | GER  | Laura Dahlmeier       | SVK    | Anastasiya Kuzmina | FRA   | Anaïs Bescond      |
| 2022   | NOR  | Marte Olsbu Røiseland | SWE    | Elvira Öberg       | NOR   | Tiril Eckhoff      |

| Land   | Goud | Zilver | Brons | Tot. |
| ------ | ---- | ------ | ----- | ---- |
| GER    | 3    | 2      | 0     | 5    |
| NOR    | 1    | 1      | 1     | 3    |
| RUS    | 1    | 0      | 1     | 2    |
| BLR    | 1    | 0      | 0     | 1    |
| SVK    | 0    | 2      | 0     | 2    |
| SWE    | 0    | 1      | 0     | 1    |
| FRA    | 0    | 0      | 2     | 2    |
| BUL    | 0    | 0      | 1     | 1    |
| SLO    | 0    | 0      | 1     | 1    |
| Totaal | 5    | 5      | 5     | 15   |

Meervoudige medaillewinnaars
| Succesvolste       | Meervoudige              |
| ------------------ | ------------------------ |
| 1-1-0 Kati Wilhelm | 0-2-0 Anastasiya Kuzmina |

### Massastart (12,5 km)
| Editie | Goud | Goud                    | Zilver | Zilver             | Brons | Brons                 |
| ------ | ---- | ----------------------- | ------ | ------------------ | ----- | --------------------- |
| 2006   | SWE  | Anna Carin Olofsson     | GER    | Kati Wilhelm       | GER   | Uschi Disl            |
| 2010   | GER  | Magdalena Neuner        | RUS    | Olga Zajtseva      | GER   | Simone Hauswald       |
| 2014   | BLR  | Darja Domratsjeva       | CZE    | Gabriela Soukalová | NOR   | Tiril Eckhoff         |
| 2018   | SVK  | Anastasiya Kuzmina      | BLR    | Darja Domratsjeva  | NOR   | Tiril Eckhoff         |
| 2022   | FRA  | Justine Braisaz-Bouchet | NOR    | Tiril Eckhoff      | NOR   | Marte Olsbu Røiseland |

| Land   | Goud | Zilver | Brons | Tot. |
| ------ | ---- | ------ | ----- | ---- |
| GER    | 1    | 1      | 2     | 4    |
| BLR    | 1    | 1      | 0     | 2    |
| FRA    | 1    | 0      | 0     | 1    |
| SVK    | 1    | 0      | 0     | 1    |
| SWE    | 1    | 0      | 0     | 1    |
| NOR    | 0    | 1      | 3     | 4    |
| CZE    | 0    | 1      | 0     | 1    |
| RUS    | 0    | 1      | 0     | 1    |
| Totaal | 5    | 5      | 5     | 15   |

Meervoudige medaillewinnaars
| Succesvolste            | Meervoudige         |
| ----------------------- | ------------------- |
| 1-1-0 Darja Domratsjeva | 0-1-2 Tiril Eckhoff |

### Individueel (15 km)
| Editie | Goud | Goud                  | Zilver | Zilver                  | Brons | Brons                 |
| ------ | ---- | --------------------- | ------ | ----------------------- | ----- | --------------------- |
| 1992   | GER  | Antje Misersky        | EUN    | Svetlana Petsjerskaja   | CAN   | Myriam Bédard         |
| 1994   | CAN  | Myriam Bédard         | FRA    | Anne Briand             | GER   | Uschi Disl            |
| 1998   | BUL  | Jekaterina Dafovska   | UKR    | Olena Petrova           | GER   | Uschi Disl            |
| 2002   | GER  | Andrea Henkel         | NOR    | Liv Grete Poirée        | SWE   | Magdalena Forsberg    |
| 2006   | RUS  | Svetlana Isjmoeratova | GER    | Martina Glagow          | RUS   | Albina Achatova       |
| 2010   | NOR  | Tora Berger           | KAZ    | Jelena Chroestaleva     | BLR   | Darja Domratsjeva     |
| 2014   | BLR  | Darja Domratsjeva     | SUI    | Selina Gasparin         | BLR   | Nadezjda Skardino     |
| 2018   | SWE  | Hanna Öberg           | SVK    | Anastasiya Kuzmina      | GER   | Laura Dahlmeier       |
| 2022   | GER  | Denise Herrmann       | FRA    | Anaïs Chevalier-Bouchet | NOR   | Marte Olsbu Røiseland |

| Land   | Goud | Zilver | Brons | Tot. |
| ------ | ---- | ------ | ----- | ---- |
| GER    | 3    | 1      | 3     | 7    |
| NOR    | 1    | 1      | 1     | 3    |
| BLR    | 1    | 0      | 2     | 3    |
| CAN    | 1    | 0      | 1     | 2    |
| RUS    | 1    | 0      | 1     | 2    |
| SWE    | 1    | 0      | 1     | 2    |
| BUL    | 1    | 0      | 0     | 1    |
| FRA    | 0    | 2      | 0     | 2    |
| EUN    | 0    | 1      | 0     | 1    |
| KAZ    | 0    | 1      | 0     | 1    |
| SUI    | 0    | 1      | 0     | 1    |
| SVK    | 0    | 1      | 0     | 1    |
| UKR    | 0    | 1      | 0     | 1    |
| Totaal | 9    | 9      | 9     | 27   |

Meervoudige medaillewinnaars
| Succesvolste                                | Meervoudige      |
| ------------------------------------------- | ---------------- |
| 1-0-1 Myriam Bédard 1-0-1 Darja Domratsjeva | 0-0-2 Uschi Disl |

### Estafette (4 x 6 km)
1992-2002: 3 x 7,5 km
1994-heden: 4 x 7,5 km
| Editie | Goud                                                                             | Zilver                                                                                         | Brons                                                                                       |
| ------ | -------------------------------------------------------------------------------- | ---------------------------------------------------------------------------------------------- | ------------------------------------------------------------------------------------------- |
| 1992   | Frankrijk Anne Briand Véronique Claudel Corinne Niogret                          | Duitsland Uschi Disl Antje Misersky Petra Schaaf                                               | Gezamenlijk team Jelena Belova Jelena Melnikova Anfisa Reztsova                             |
| 1994   | Rusland Loeiza Noskova Anfisa Reztsova Natalja Snytina Nadezjda Talanova         | Duitsland Uschi Disl Simone Greiner-Petter-Memm Antje Harvey-Misersky Petra Schaaf             | Frankrijk Anne Briand Delphine Burlet Véronique Claudel Corinne Niogret                     |
| 1998   | Duitsland Katrin Apel Petra Behle-Schaaf Uschi Disl Martina Zellner              | Rusland Albina Achatova Galina Koekleva Olga Melnik Olga Romasko                               | Noorwegen Gunn Margit Andreassen Annette Sikveland Ann Elen Skjelbreid Liv Grete Skjelbreid |
| 2002   | Duitsland Katrin Apel Uschi Disl Andrea Henkel Kati Wilhelm                      | Noorwegen Gunn Margit Andreassen Ann Elen Skjelbreid Liv Grete Skjelbreid-Poirée Linda Tjørhom | Rusland Albina Achatova Svetlana Isjmoeratova Galina Koekleva Olga Pyljova                  |
| 2006   | Rusland Albina Achatova Anna Bogali Svetlana Isjmoeratova Olga Zajtseva          | Duitsland Katrin Apel Martina Glagow Andrea Henkel Kati Wilhelm                                | Frankrijk Sandrine Bailly Florence Baverel-Robert Sylvie Becaert Delphyne Peretto           |
| 2010   | Rusland Anna Bogali-Titovets Olga Medvedtseva Svetlana Sleptsova Olga Zajtseva   | Frankrijk Sandrine Bailly Sylvie Becaert Marie-Laure Brunet Marie Dorin                        | Duitsland Martina Beck Simone Hauswald Andrea Henkel Kati Wilhelm                           |
| 2014   | Oekraïne Joelia Dzjyma Olena Pidhroesjna Valj Semerenko Vita Semerenko           | Rusland Jana Romanova Jekaterina Sjoemilova Olga Viloechina Olga Zajtseva                      | Noorwegen Tora Berger Tiril Eckhoff Ann Kristin Flatland Fanny Horn                         |
| 2018   | Wit-Rusland Dzinara Alimbekava Darja Domratsjeva Irina Krjoeko Nadezjda Skardino | Zweden Mona Brorsson Anna Magnusson Hanna Öberg Linn Persson                                   | Frankrijk Anaïs Bescond Justine Braisaz Anaïs Chevalier Marie Dorin Habert                  |
| 2022   | SWE Linn Persson Mona Brorsson Hanna Öberg Elvira Öberg                          | ROC Irina Kazakevitsj Kristina Reztsova Svetlana Mironova Oeljana Nigmatoellina                | GER Vanessa Voigt Vanessa Hinz Franziska Preuß Denise Herrmann                              |

| Land   | Goud | Zilver | Brons | Tot. |
| ------ | ---- | ------ | ----- | ---- |
| RUS    | 3    | 2      | 1     | 6    |
| GER    | 2    | 3      | 2     | 7    |
| FRA    | 1    | 1      | 3     | 5    |
| SWE    | 1    | 1      | 0     | 2    |
| UKR    | 1    | 0      | 0     | 1    |
| BLR    | 1    | 0      | 0     | 1    |
| NOR    | 0    | 1      | 2     | 3    |
| ROC    | 0    | 1      | 0     | 1    |
| EUN    | 0    | 0      | 1     | 1    |
| Totaal | 9    | 9      | 9     | 27   |

Meervoudige medaillewinnaars
| Succesvolste | Meervoudige |
| --- | --- |
| 2-2-0 Uschi Disl 2-1-0 Katrin Apel 2-1-0 Olga Zajtseva 2-0-0 Anna Bogali (-Titovets) 1-2-0 Petra (Behle-) Schaaf 1-1-1 Albina Achatova 1-1-1 Andrea Henkel 1-1-1 Kati Wilhelm 1-1-0 Mona Brorsson 1-1-0 Hanna Öberg 1-1-0 Linn Persson 1-0-1 Anne Briand 1-0-1 Véronique Claudel 1-0-1 Corinne Niogret 1-0-1 Anfisa Reztsova 1-0-1 Svetlana Isjmoeratova | 0-2-0 Antje (Harvey-) Misersky 0-1-1 Galina Koekleva 0-1-1 Gunn Margit Andreassen 0-1-1 Ann Elen Skjelbreid 0-1-1 Liv Grete Skjelbreid (-Poirée) 0-1-1 Sandrine Bailly 0-1-1 Sylvie Becaert 0-1-1 Marie Dorin (-Habert) |

## Gemengde estafette
| Editie | Goud | Goud                                                               | Zilver | Zilver                                                                       | Brons | Brons                                                                     |
| ------ | ---- | ------------------------------------------------------------------ | ------ | ---------------------------------------------------------------------------- | ----- | ------------------------------------------------------------------------- |
| 2014   | NOR  | Tora Berger Ole Einar Bjørndalen Tiril Eckhoff Emil Hegle Svendsen | CZE    | Ondřej Moravec Jaroslav Soukup Gabriela Soukalová Veronika Vítková           | ITA   | Lukas Hofer Karin Oberhofer Dorothea Wierer Dominik Windisch              |
| 2018   | FRA  | Marie Dorin Habert Anaïs Bescond Simon Desthieux Martin Fourcade   | NOR    | Marte Olsbu Tiril Eckhoff Johannes Thingnes Bø Emil Hegle Svendsen           | ITA   | Lisa Vittozzi Dorothea Wierer Lukas Hofer Dominik Windisch                |
| 2022   | NOR  | Marte Olsbu Røiseland Tiril Eckhoff Tarjei Bø Johannes Thingnes Bø | FRA    | Anaïs Chevalier-Bouchet Julia Simon Émilien Jacquelin Quentin Fillon Maillet | ROC   | Oeljana Nigmatoellina Kristina Reztsova Aleksandr Loginov Edoeard Latypov |

| Land   | Goud | Zilver | Brons | Tot. |
| ------ | ---- | ------ | ----- | ---- |
| NOR    | 2    | 1      | 0     | 3    |
| FRA    | 1    | 1      | 0     | 2    |
| CZE    | 0    | 1      | 0     | 1    |
| ITA    | 0    | 0      | 2     | 2    |
| ROC    | 0    | 0      | 1     | 1    |
| Totaal | 3    | 3      | 3     | 9    |

Meervoudige medaillewinnaars
| Succesvolste                                                                                         | Meervoudige                                                    |
| --- | -------------------------------------------------------------- |
| 2-1-0 Tiril Eckhoff 1-1-0 Johannes Thingnes Bø 1-1-0 Marte Olsbu Røiseland 1-1-0 Emil Hegle Svendsen | 0-0-2 Lukas Hofer 0-0-2 Dorothea Wierer 0-0-2 Dominik Windisch |

## Afgevoerd onderdeel

### Militaire patrouille
| Editie | Goud                                                                    | Zilver                                                                   | Brons                                                                          |
| ------ | ----------------------------------------------------------------------- | ------------------------------------------------------------------------ | ------------------------------------------------------------------------------ |
| 1924   | Zwitserland Alfred Aufdenblatten Alfons Julen Anton Julen Denis Vaucher | Finland Väinö Bremer August Eskelinen Heikki Hirvonen Martti Lappalainen | Frankrijk Georges Berthet Camille Mandrillon Maurice Mandrillon André Vandelle |

Chamonix 1924 (MP) · St. Moritz 1928 (MP) · Garmisch-Partenkirchen 1936 (MP) · St. Moritz 1948 (MP) · Squaw Valley 1960 · Innsbruck 1964 · Grenoble 1968 · Sapporo 1972 · Innsbruck 1976 · Lake Placid 1980 · Sarajevo 1984 · Calgary 1988 · Albertville 1992 · Lillehammer 1994 · Nagano 1998 · Salt Lake City 2002 · Turijn 2006 · Vancouver 2010 · Sotsji 2014 · Pyeongchang 2018 · Peking 2022 
Lijst van olympische medaillewinnaars